# سامانثا لان
سامانثا لان (بالإنجليزية: Samantha Lane)‏ هي صحفية رياضية أسترالية، ولدت في 5 يونيو 1979 في أستراليا.